# The Big Half
The Big Half est une épreuve de course à pied de semi-marathon, organisée chaque année depuis 2018 à Londres, au Royaume-Uni. L'épreuve a généralement lieu quelques semaines avant le marathon de Londres.

## Histoire

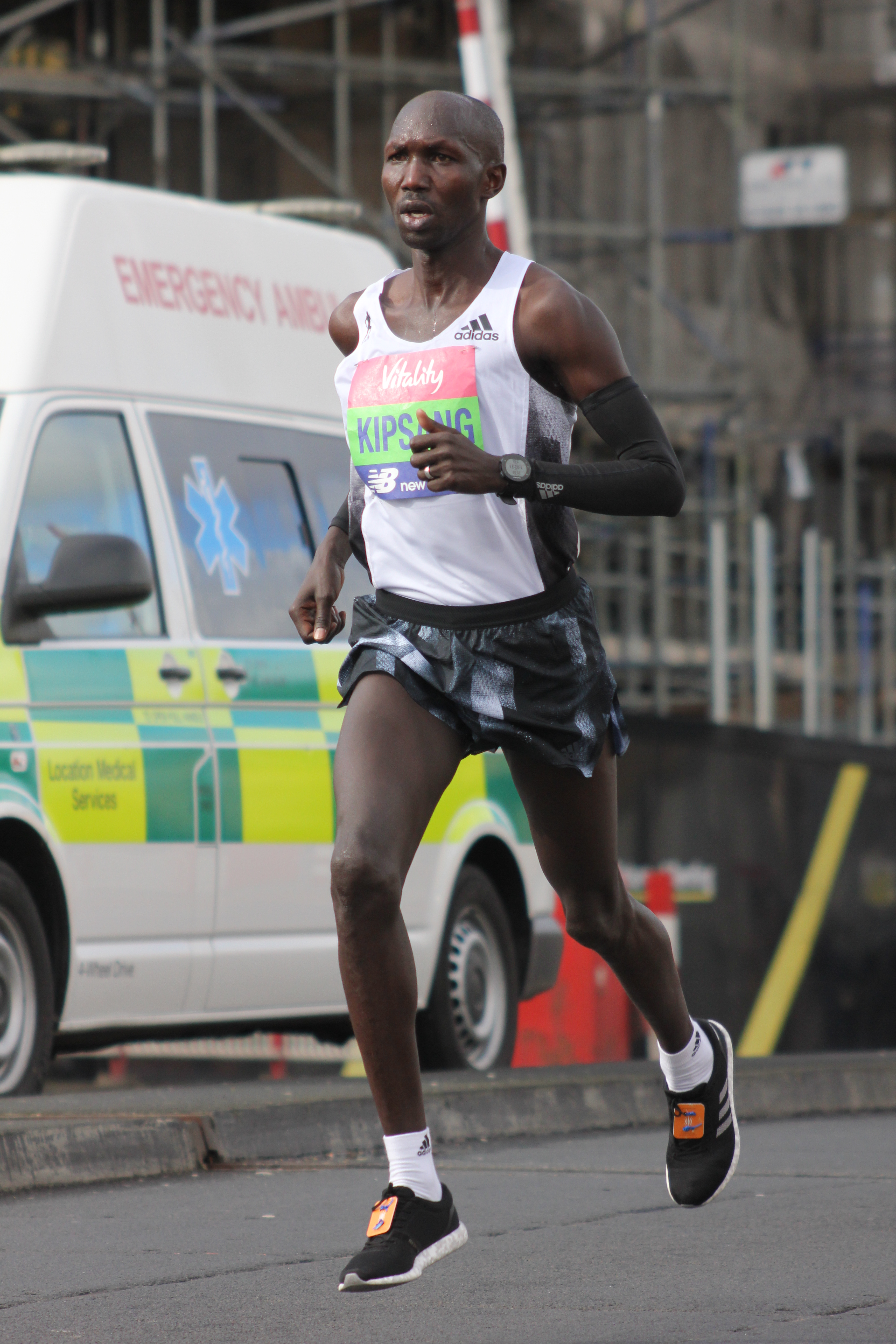
Wilson Kiprotich lors du Big Half le 10 mars 2019.

La première édition a lieu le 4 mars 2018. Elle est remportée chez les hommes par le Britannique Mohamed Farah en 1 h 1 min 40 s et chez les femmes par la Britannique Charlotte Purdue en 1 h 10 min 29 s. L'événement très populaire sert de course préparatoire à la saison des Marathons de Printemps, entre autres le marathon de Londres. 
Le 10 mars 2019, Farah et Purdue s'imposent à nouveau. Farah réussit un nouveau record de l'épreuve en 1 h 1 min 15 s. Mo est suivi par le Belge Bashir Abdi et le Kenyan Daniel Wanjiru  sont arrivés quelques secondes après. C'est une autre excellente performance pour Mo Farah, qui avait réalisé le record d'Europe du marathon quelques mois plus tôt à Chicago.  
Le 22 janvier 2020, Kenenisa Bekele annonce sa présence et rencontrera Mo Farah durant la course du 1er mars. Kenenisa avait couru un temps de 2 h 01 min 41 s sur la distance du marathon quelques mois auparavant, à Berlin. Quelques semaines avant la course, Mo Farah décide de ne pas participer à la course en raison d'une blessure. Le 1er mars 2020, c'est dans des conditions plutôt chaudes que l'Éthiopien Kenenisa Bekele et Chris Thompson imposent une allure rapide, puis Kenenisa Bekele s'impose et bat le record du parcours du Britannique Mo Farah.

## Vainqueurs
| Année | Hommes          | Pays        | Temps        |                  | Femmes      | Pays         | Temps |
| 2018  | Mohamed Farah   | Royaume-Uni | 1h 01min 40s | Charlotte Purdue | Royaume-Uni | 1h 10min 29s |       |
| 2019  | Mohamed Farah   | Royaume-Uni | 1h 01min 15s | Charlotte Purdue | Royaume-Uni | 1h 10min 38s |       |
| 2020  | Kenenisa Bekele | Éthiopie    | 1h 00min 22s | Lily Partridge   | Royaume-Uni | 1h 10min 49s |       |
| 2021  | Jake Smith      | Royaume-Uni | 1h 02min 06s | Charlotte Purdue | Royaume-Uni | 1h 09min 51s |       |
| 2022  | Mohamed Farah   | Royaume-Uni | 1h 01min 49s | Eilish McColgan  | Royaume-Uni | 1h 07min 35s |       |
| 2023  | Jack Rowe       | Royaume-Uni | 1h 01min 08s | Calli Thackery   | Royaume-Uni | 1h 09min 15s |       |
| 2024  | Jack Rowe       | Royaume-Uni | 1h 02min 35s | Eilish McColgan  | Royaume-Uni | 1h 09min 14s |       |

 Record de l'épreuve